# Mölsheim
Mölsheim là một đô thị thuộc huyện Alzey-Worms, bang Rheinland-Pfalz, nước Đức. Đô thị Mölsheim có diện tích 4,62 km².